# NGC 1817
NGC 1817 (również OCL 463) – gromada otwarta znajdująca się w gwiazdozbiorze Byka. Odkrył ją William Herschel 19 lutego 1784 roku. Jest położona w odległości ok. 6,4 tys. lat świetlnych od Słońca.